# Shinichirou Ueda
Shinichirou Ueda (上田 真一郎, Ueda Shinichirou) est un producteur d'OAV, d'Anime et de séries télévisées japonais.

## Filmographie

### Comme producteur
Source : Anime News Network 

#### OAV
- Amada Anime Série : Super Mario Bros.

#### Cinéma
- Grave of the Fireflies
- Ninja Hattori-kun + Paaman Chō-Nōryoku Wars